# Félix-Hippolyte Lanoüe
Pour les articles homonymes, voir Lanoue.
Félix-Hippolyte Lanoüe, né le 14 octobre 1812 à Versailles et mort dans la même ville le 21 janvier 1872, est un peintre paysagiste français.

## Biographie
Vers 1830, Félix-Hippolyte Lanoüe est élève de Jean-Victor Bertin, puis entre dans l'atelier d'Horace Vernet à son admission à l'École des beaux-arts de Paris. Il remporte un prix de perspective en 1832 et un second prix de paysage historique au concours du prix de Rome de 1837. Il gagne le grand prix en paysage historique en 1841, avec son tableau sur le sujet Adam et Ève chassés du paradis terrestre par un ange armé d'une épée famboyante.
Il débute au Salon de Paris en 1833 et fait un premier voyage à Rome. Son séjour romain interrompt ses envois aux Salons jusqu'en 1847. 
Après son retour en France, il voyage dans les vallées de l'Isère, dans le Midi, puis en 1850, en Hollande et, en 1853, en Russie, où il peint des paysages d'après nature. Il remporte la seconde médaille aux Salons de 1847 et 1861 comme peintre paysagiste naturaliste. Ces tableaux sont appréciés par la bourgeoisie au moment où triomphe le romantisme. L'État français lui achète plusieurs tableaux. 
Il produit une série de paysages de la forêt de Fontainebleau, devenue accessible par chemin de fer en 1849. Il ne cherche pas à montrer une nature imposante, mais une image plus modeste de la nature, avec une certaine schématisation et un dépouillement de la ligne et de la forme.[réf. nécessaire]
Félix-Hippolyte Lanoüe est nommé chevalier de la Légion d'honneur en 1864.

## Œuvres exposées aux Salons

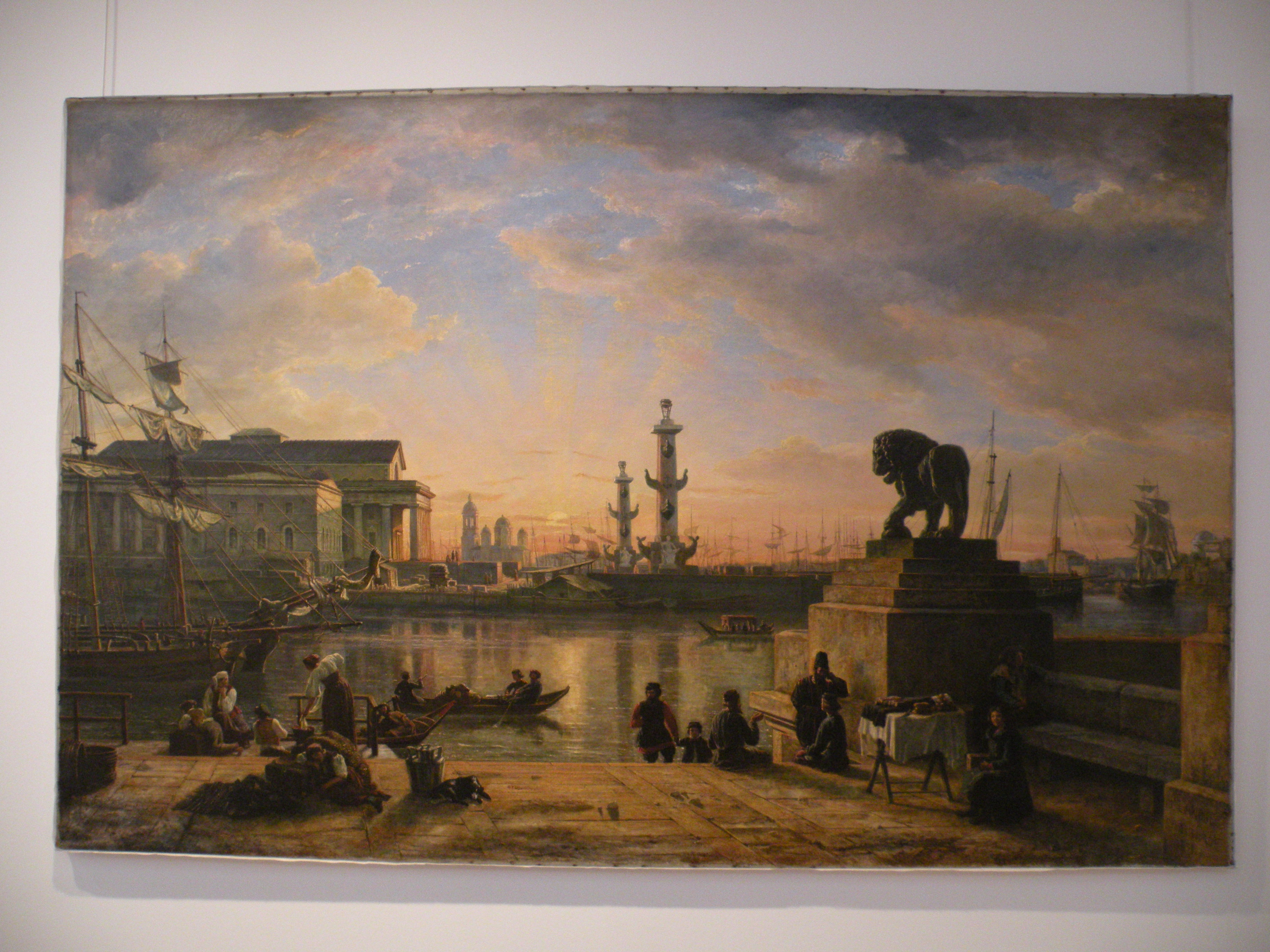
Bord de la Néva à Saint-Pétersbourg, 1855, Niort, musée Bernard-d'Agesci.

- Vue de la Seine à Rouen, prise de la côte Saint-Gervais, Salon de 1833.
- Vue prise aux environs de Rouen, Salon de 1833.
- Vue des aqueducs de Buc et de la vallée de Bièvre, Salon de 1834.
- Vue d'un moulin à eau sur la Rille, Salon de 1834.
- Vue prise dans la forêt de Fontainebleau, Salon de 1835.
- Intérieur de forêt, vue prise à Fontainebleau, Salon de 1835.
- Vue prise des hauteurs de la vallée de la Solle, forêt de Fontainebleau, Salon de 1836.
- Souvenir de Fontainebleau, Salon de 1836.
- Étude de Fontainebleau, Salon de 1836.
- Vue prise à Sassenage, Isère, Salon de 1837.
- Repos d'animaux, site de Normandie, effet du matin, Salon de 1837.
- Site de Fontainebleau, effet du soir, Salon de 1837.
- Vue prise à Fontainebleau, Salon de 1837.
- Vue prise sur les bords du torrent le Furon, à Sassenage, Isère, Salon de 1838.
- Apollon inventant la lyre, paysage historique, Salon de 1838.
- Vue prise au nid de l'aigle, forêt de Fontainebleau, Salon de 1839.
- Vue d'une ancienne carrière à grès, près Fontainebleau, Salon de 1839.
- Vue prise à Sassenage, Salon de 1839.
- Vue prise dans le village de Sassenage, salon de 1839.
- Vue de Terracina, États Romains, on aperçoit dans le fond le cap Circé, Salon de 1841.
- Vue prise dans les bois de Picardie, Salon de 1841.
- Environs de Versailles, Salon de 1841.
- Vallée de la Solle, forêt de Fontainebleau, Salon de 1841.
- Paysage d'Italie, 1846, Musée de Dinan.
- Tombeaux étrusques sur la voie Cassiène, aux environs de Népi, Étrurie, Salon de 1847.
- Vue des ruines d'Adrien, prise dans la villa d'Adrien, à Tivoli, campagne de Rome, Salon de 1847.
- Souvenir de la villa Médicis, Salon de 1847.
- Vue prise dans l'île de Capri, golfe de Naples, Salon de 1848, musée d'Art et d'Histoire de Lisieux.
- Souvenir du parc du prince Chigi à l'Arriccia, à quinze milles de Rome, Salon de 1848.
- Ruines de la villa de Quintilien et des aqueducs de Claude, dans la campagne de Rome, à cinq milles de Rome, Salon de 1848.
- Vue prise d'après nature à l'entrée du bois de Satory ; on aperçoit le palais de Versailles dans le fond, Salon de 1848.
- Le soir, souvenir de Versailles, Salon de 1848.
- Vue d'après nature de la nouvelle route de Rambouillet et de l'octroi Satory à Versailles, Salon de 1848.
- Plaine de la faisanderie, à Versailles, Salon de 1848.
- Vue du palais de Versailles, côté de l'Orangerie, Salon de 1848.
- Vue prise à Viroflay, Salon de 1848.
- Vue prise à la pièce d'eau des Suisses, à Versailles, Salon de 1848.
- Vue du Vatican et du Tibre, prise de la montée de Ponte-Mole, Salon de 1849.
- Vue prise du rond-point de l'Étoile, forêt de Fontainebleau, Salon de 1849.
- Vue prise aux étangs Gobert, à Versailles, pendant les travaux du chemin de fer de Chartres, Salon de 1849.
- Vue prise dans le parc de l'Arriccia, près de Rome, Salon de 1849.
- Vue des bords du Gardon, prise près de l'aqueduc romain, Salon de 1850.
- Vue de l'aqueduc romain sur le Gard, Salon de 1850, Avignon, musée Calvet.
- Vue prise dans le bois de La Haye, Hollande, Salon de 1852.
- Saint Benoît dans les solitudes de Subiaco, où il a fondé deux monastères, Salon de 1853, Paris, église Saint-Étienne-du-Mont.
- Vue de l'entrée du champ de manœuvre de Satory, à Versailles, Salon de 1853.
- Vue prise à Ponte-Mole, environs de Rome, Salon de 1853.
- Vue prise à Pont-Rousseau, près Nantes, Salon de 1855.
- Bord de la Néva, vue prise du quai de la cour, à Saint-Pétersbourg, Salon de 1855, 150 × 231 cm, Niort, musée Bernard-d'Agesci.
- Villa Pallavicini, Salon de 1861.
- Bois de Frascati, Salon de 1861.
- Vue de la forêt de pins de Gombo, cassines de Pise, Salon de 1861, anciennement à Paris au musée du Luxembourg.
- Vue d'une partie du portique d'Octavie, servant de marché aux poissons, à Rome, Salon de 1861.
- Vue du Castel-Saint-Elie, près de Népi, campagne de Rome, Salon de 1861.
- Vue du forum romain, prise du pied du Capitole à Rome, Salon de 1861.
- Vue de l'émissaire des eaux du lac d'Albano, campagne de Rome, Salon de 1861.
- Vue du mont Janvier, dans la campagne de Rome, Salon de 1861.
- Vue prise dans la villa Conti, à Frascati, Salon de 1861.
- Quatre vues prises dans la forêt de pins de Gombo, Salon de 1861.
- Vue des grands lavoirs d'Albano et de Castel-Gandolfo, Salon de 1863, musée des Beaux-Arts de Caen.
- Vues des fouilles exécutées sur le Palatin par les ordres de l'Empereur, Salon de 1863.
- Pins parasols sur le bord de la mer, à Cannes, Salon de 1863.
- Vue du Tibre, prise de l'aqua Acetosa, campagne de Rome, Salon de 1864, réexposé en 1867, Paris, musée du Louvre[3].
- Le pont du Gard, pris en amontdu Gardon, Salon de 1865, musée des Beaux-Arts de Nîmes.
- Le Gardon et le château de Saint-Privas, Salon de 1865.
- Vue du rocher des Nasons, campagne de Rome, Salon de 1866, réexposé en 1867, Avignon, musée Calvet.
- Vue prise dans l'île de Capri, Salon de 1867.
- Un ravin au Cannet, Salon de 1868.
- Vue aux environs de Cannes, Salon de 1868.
- Vue prise à l'Arriccia, près Rome, Salon de 1869.
- Vue prise à Massa près Sorente, Salon de 1869.
- La Villa Falconnière, vue prise à Frascati, Salon de 1870.
- Vue des grands lavoirs d'Albano, près Rome, Salon de 1870.
- Vue de la mare aux vaches dans la forêt de Fontainebleau, 1837, musée de Cambrai.
- Paysage avec figures (Italie), musée des Beaux-Arts de Dijon.